# Ayrton Statie
Ayrton Daryl Statie (Kralendijk, Bonaire, Antillas Neerlandesas, 22 de julio de 1994) es un futbolista curazaleño que juega de defensa y su equipo es el Achilles Veen de la Hoofdklasse.

## Trayectoria

### Selección nacional
Nacido en Bonaire, Statie recibió su primer llamado a la selección de Curazao en mayo de 2016. Debutó en junio de 2016 en la victoria por 7:0 sobre las Islas Vírgenes de Estados Unidos por las eliminatorias para la Copa del Caribe de 2017.

## Estadísticas

### Clubes
Actualizado al último partido disputado el 25 de mayo de 2019.
| Den Bosch · Países Bajos                                                 |               |               |     |   |   |   |   |    |     |   |
| 2.ª                                                                      | 2013-14       | 5             | 0   | 0 | 0 | - | - | 5  | 0   |   |
| 2.ª                                                                      | 2014-15       | 34            | 1   | 1 | 0 | - | - | 35 | 1   |   |
| 2.ª                                                                      | 2015-16       | 15            | 0   | 1 | 0 | - | - | 16 | 0   |   |
| Total club                                                               | Total club    | 54            | 1   | 2 | 0 | 0 | 0 | 56 | 1   |   |
| Eindhoven · Países Bajos                                                 |               |               |     |   |   |   |   |    |     |   |
| 2.ª                                                                      | 2015-16       | 1             | 0   | 0 | 0 | - | - | 1  | 0   |   |
| Total club                                                               | Total club    | 1             | 0   | 0 | 0 | 0 | 0 | 1  | 0   |   |
| Oss · Países Bajos                                                       |               |               |     |   |   |   |   |    |     |   |
| 2.ª                                                                      | 2016-17       | 19            | 0   | 1 | 0 | - | - | 20 | 0   |   |
| Total club                                                               | Total club    | 19            | 0   | 1 | 0 | 0 | 0 | 20 | 0   |   |
| Səbail Azerbaiyán                                                        |               |               |     |   |   |   |   |    |     |   |
| 1.ª                                                                      | 2017-18       | 18            | 1   | 3 | 1 | - | - | 21 | 2   |   |
| Total club                                                               | Total club    | 18            | 1   | 3 | 0 | 0 | 0 | 21 | 2   |   |
| FC Lienden · Países Bajos                                                |               |               |     |   |   |   |   |    |     |   |
| 3.ª                                                                      | 2018-19       | 11            | 1   | 1 | 0 | - | - | 12 | 1   |   |
| Total club                                                               | Total club    | 11            | 1   | 1 | 0 | 0 | 0 | 12 | 1   |   |
| Reno 1868 Estados Unidos                                                 |               |               |     |   |   |   |   |    |     |   |
| 2.ª                                                                      | 2020          | 0             | 0   | 0 | 0 | - | - | 0  | 0   |   |
| Total club                                                               | Total club    | 0             | 0   | 0 | 0 | 0 | 0 | 0  | 0   |   |
| Total carrera                                                            | Total carrera | Total carrera | 103 | 3 | 7 | 1 | 0 | 0  | 110 | 4 |
| (1) Incluye datos de la Copa de los Países Bajos y la Copa de Azerbaiyán |               |               |     |   |   |   |   |    |     |   |

### Selección nacional
| Adulta Curazao                                           | 2016          | - | - | 3 | 0 | - | - | 3  | 0 |
| Adulta Curazao                                           | 2017          | 3 | 0 | 1 | 0 | - | - | 4  | 0 |
| Adulta Curazao                                           | 2018          | 2 | 0 | - | - | - | - | 2  | 0 |
| Adulta Curazao                                           | 2019          | - | - | 4 | 0 | - | - | 13 | 0 |
| Adulta Curazao                                           | Total         | 5 | 0 | 8 | 0 | 0 | 0 | 13 | 0 |
| Total carrera                                            | Total carrera | 5 | 0 | 8 | 0 | 0 | 0 | 13 | 0 |
| (1) Incluye los partidos de la Copa de Oro (2017 - 2019) |               |   |   |   |   |   |   |    |   |

## Palmarés

### Títulos internacionales
| Título          | Club                 | País      | Año  |
| --------------- | -------------------- | --------- | ---- |
| King's Cup      | Selección de Curazao | Tailandia | 2019 |
| Copa del Caribe | Selección de Curazao | Martinica | 2017 |